# 1950 год в истории метрополитена
В этой статье перечисляются основные  события из истории метрополитенов в 1950 году. Полужирным шрифтом выделены открытия новых транспортных систем.

## События
- 1 января — открыта первая очередь Кольцевой линии Московского метрополитена с 6 станциями: «Парк Культуры», «Калужская» (ныне «Октябрьская»), «Серпуховская» (ныне «Добрынинская»), «Павелецкая», «Таганская», «Курская».
- 1 октября — открыт Стокгольмский метрополитен (Зелёная линия) с 11-ю станциями: «Слуссен», «Медборгар», «Сканстулл», «Гуллмарсплан», «Шермарбринк», «Блосут», «Сандсборг», «Скогскуркогорден», «Таллкроген», «Губбянген», «Хёкаранген».

## Родились
- 27 апреля — Владимир Александрович Гарюгин — почётный железнодорожник, начальник ГУП «Петербургский метрополитен» с 29 января 1990 года.